# Акамбэ
Акамбэ (яп. あかんべえ) — распространённый японский жест, наиболее известный своими проявлениями в манге и аниме, характерный для цундэрэ-персонажей, как правило, юного возраста. Он заключается в том, что человек указательным пальцем оттягивает вниз нижнее веко, обнажая внутреннюю его часть. Часто это сопровождается высунутым кончиком языка и звуком «Behhh-dah!» (べえだ). Считается, что подобным образом один человек дразнит другого или выказывает неуважение.

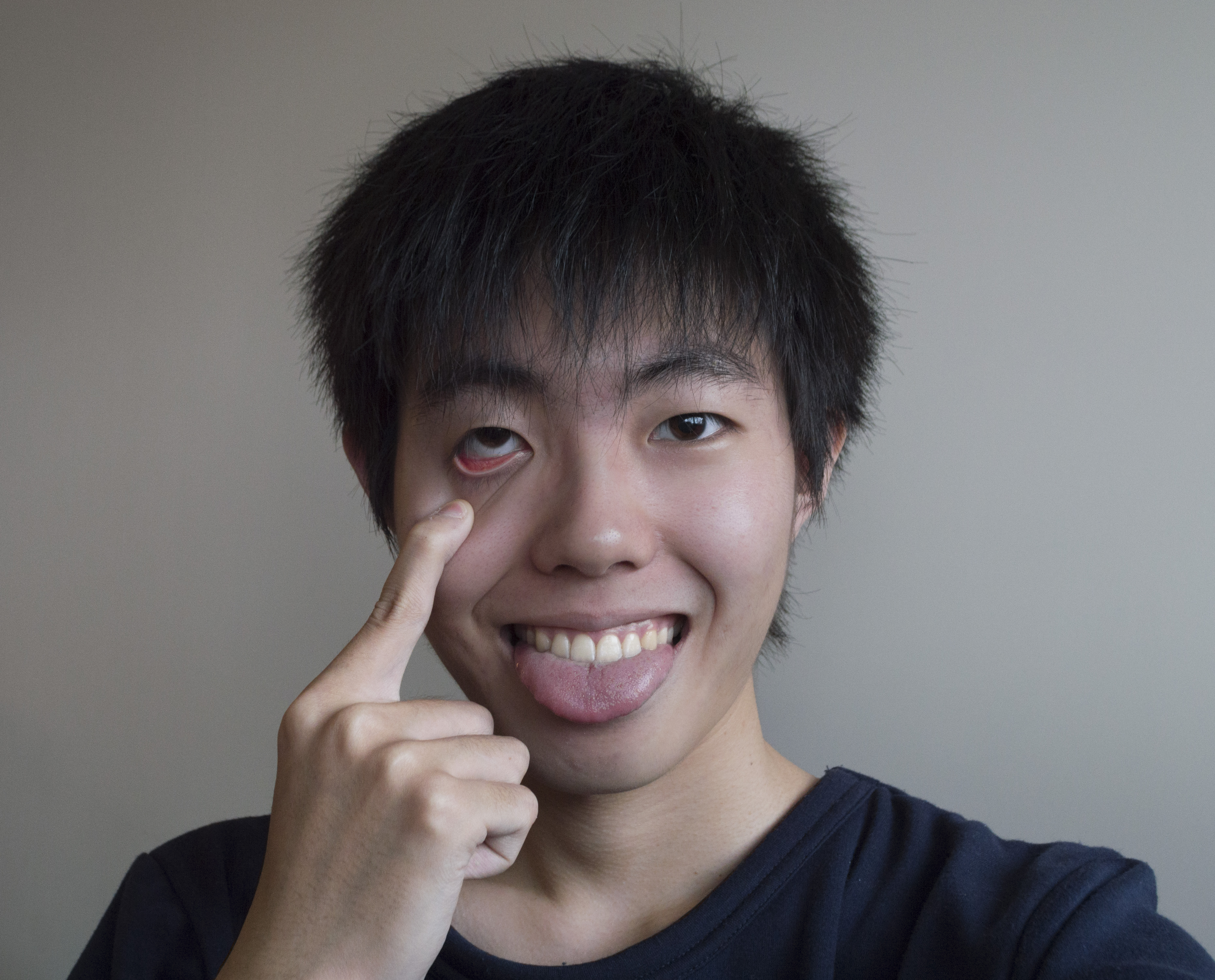

Возможно, этот жест является заимствованным из французской культуры. Это может подкреплять факт довольно позднего его появления — термин впервые упоминается в начале двадцатого века автором Катаем Таямой, в его истории «Сельский учитель», в качестве жеста, используемого студентами мужского пола. По сюжету, он говорит об этимологическом происхождении этого термина от «Akai me» (赤い目), что означает «красные глаза».

## В других странах
В Италии этот жест может значить «будьте осторожны», на Филиппинах означает желание заплакать, в Австралии и Испании может ассоциироваться с сексуальным желанием. Также в большинстве стран (Россия, Великобритания, Франция) отдельно показанный язык может являться попыткой задеть или подразнить собеседника.